# Danni Miatke
Danni Miatke (né le 29 novembre 1987 à Darwin) est une nageuse australienne, spécialiste des épreuves de papillon. En 2005, à l'occasion de son premier grand championnat en grand bassin, elle remporte le titre mondial du 50 m papillon devant Anna-Karin Kammerling.

## Palmarès

### Championnats du monde

#### Grand bassin
- Championnats du monde 2005 à Montréal (Canada) :
  -  Médaille d'or du 50 m papillon.
- Championnats du monde 2007 à Melbourne (Australie) :
  -  Médaille d'argent du relais 4 × 100 m nage libre.
  -  Médaille d'argent au 50 m papillon.

#### Petit bassin
- Championnats du monde 2004 à Indianapolis (États-Unis) :
  -  Médaille d'argent du relais 4 × 200 m nage libre.
  -  Médaille de bronze du relais 4 × 100 m nage libre.
  -  Médaille de bronze du relais 4 × 100 m quatre nages.
- Championnats du monde 2006 à Shanghai (Chine) :
  -  Médaille d'or du relais 4 × 100 m quatre nages.
  -  Médaille d'argent du relais 4 × 100 m nage libre.

### Jeux du Commonwealth
- Jeux du Commonwealth de 2006 à Melbourne (Australie) :
  -  Médaille d'or au 50 m papillon.